# 4×5
『4×5』（フォー・バイ・ファイブ）は、THE HIGH-LOWS初のミニ・アルバム。1997年5月14日に、キティMMEから発売された。

## 概要
アルバム・タイトルの意味は「4曲を5人で演るから」と甲本がインタビューで答えている。ジャケットはデジパック仕様。

## 収録曲
| 全編曲: THE HIGH-LOWS。 |                          |            |       |
| #                       | タイトル                 | 作詞・作曲 | 時間  |
| 1.                      | 「虫」                   | 甲本ヒロト | 4:05  |
| 2.                      | 「ハートブレイカー」     | 甲本ヒロト | 4:26  |
| 3.                      | 「キャブレターブルース」 | 真島昌利   | 4:45  |
| 4.                      | 「ブラブラブラ」         | 真島昌利   | 7:25  |
| 合計時間:               | 合計時間:                | 合計時間:  | 20:41 |

### 楽曲解説
「虫」
資生堂「アレフ」CMソング。